# Кюссе
Кюссе́ (фр. Cusset) — коммуна во Франции, находится в регионе Овернь. Департамент коммуны — Алье. Административный центр кантона Северный Кюссе. Округ коммуны — Виши.
Код INSEE коммуны — 03095.

## Население
Население коммуны на 2008 год составляло 13 286 человек.
| 1962   | 1968   | 1975   | 1982   | 1990   | 1999   | 2008   |
| ------ | ------ | ------ | ------ | ------ | ------ | ------ |
| 11 468 | 13 117 | 13 685 | 14 355 | 13 567 | 13 385 | 13 286 |

## Экономика
В 2007 году среди 8140 человек в трудоспособном возрасте (15—64 лет) 5463 были экономически активными, 2677 — неактивными (показатель активности — 67,1 %, в 1999 году было 70,0 %). Из 5463 активных работали 4695 человек (2433 мужчины и 2262 женщины), безработных было 768 (344 мужчины и 424 женщины). Среди 2677 неактивных 891 человек были учениками или студентами, 966 — пенсионерами, 820 были неактивными по другим причинам.

## Фотогалерея

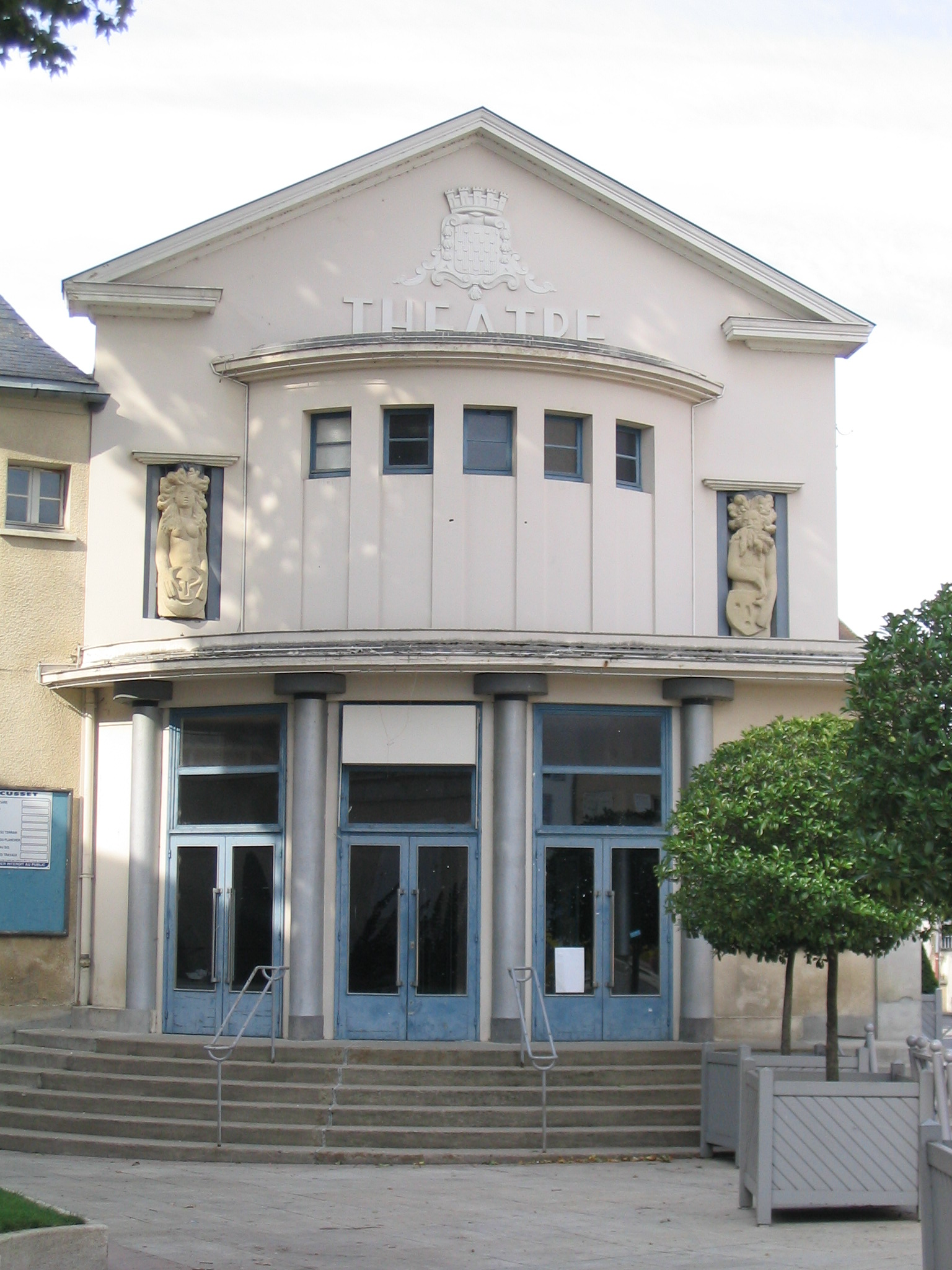
Театр
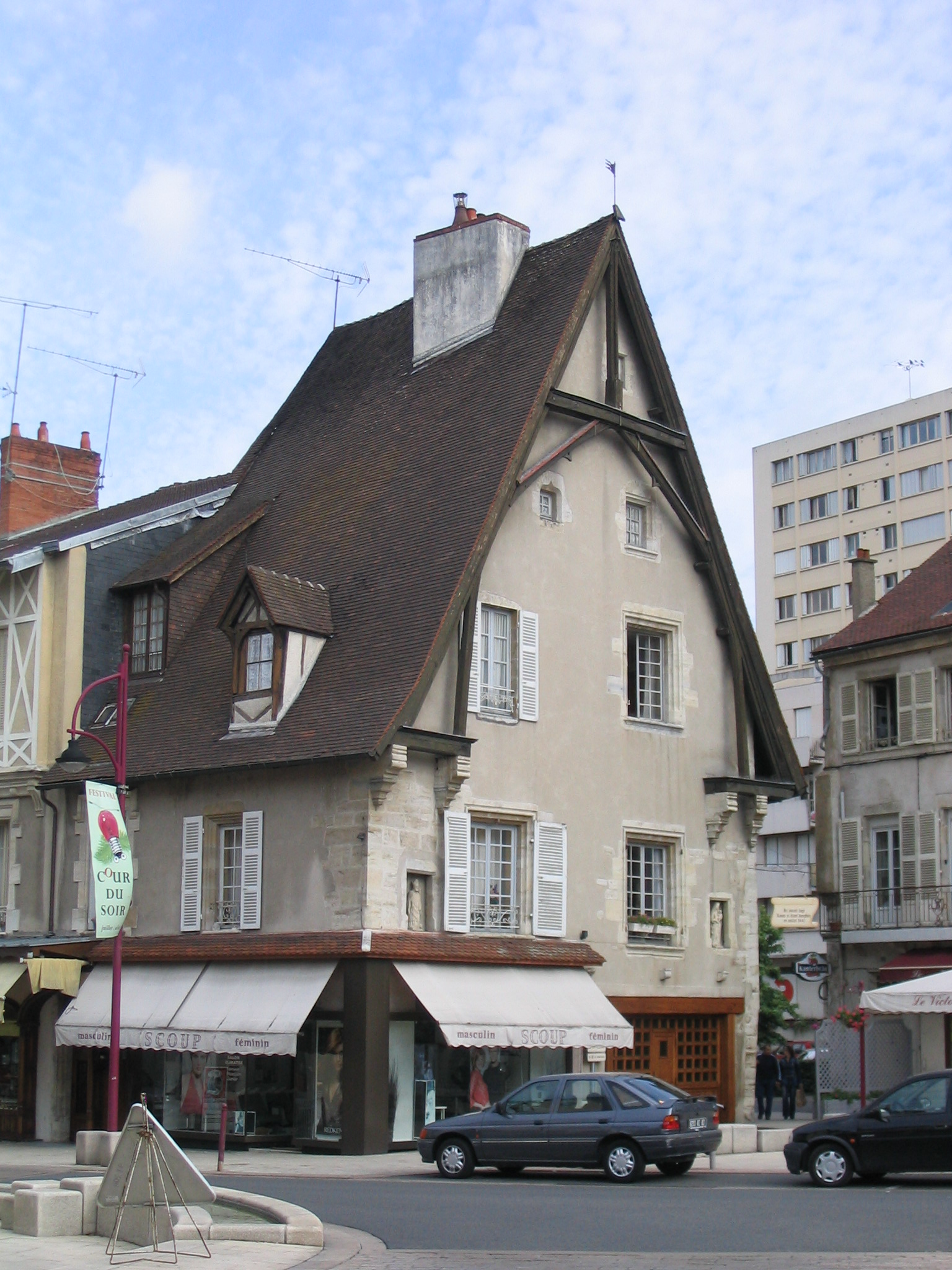
Дом XV века, в котором жил Виктор Гюго
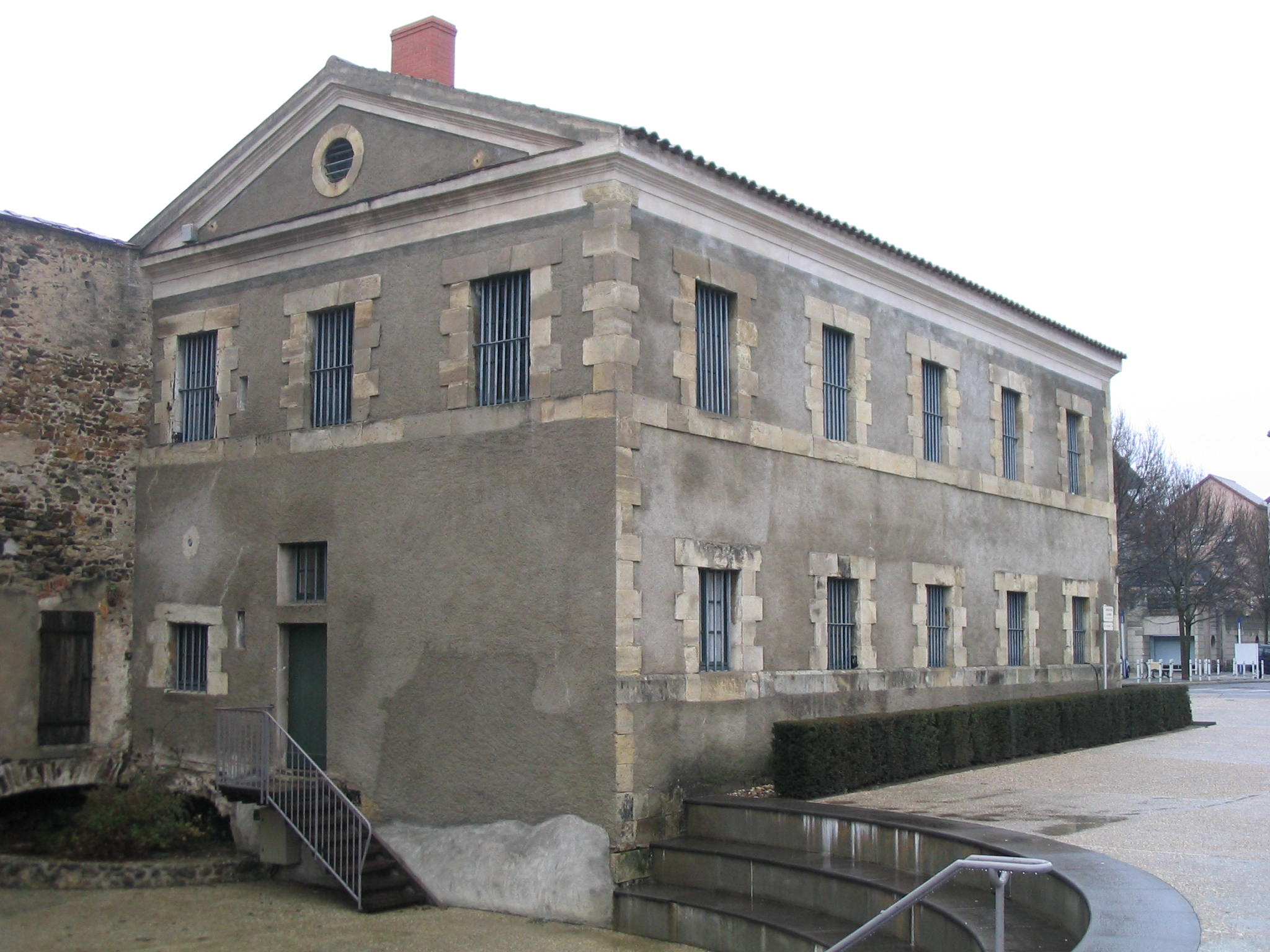
Бывшая женская тюрьма
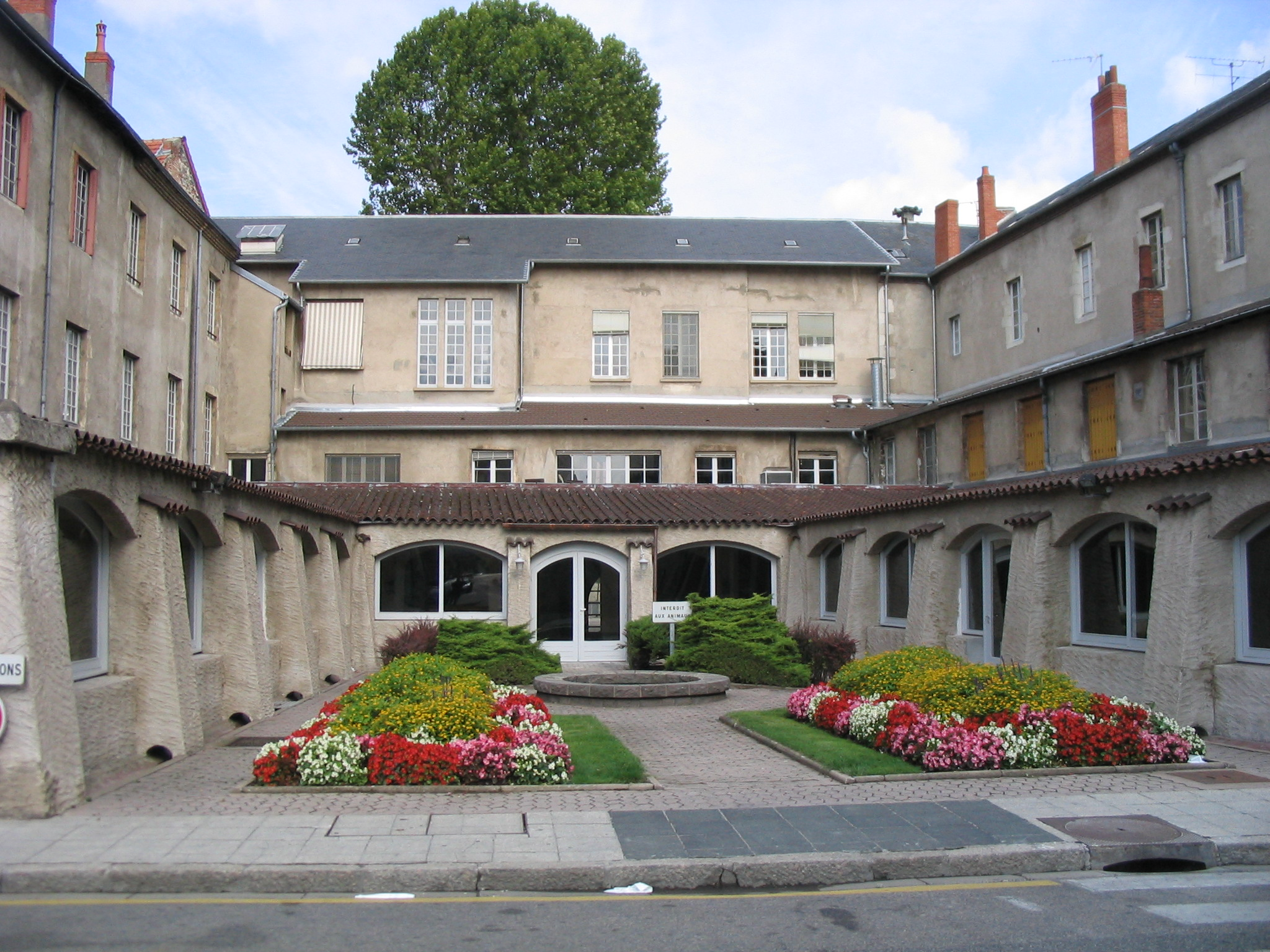
Внутренний двор монастыря